# والتر بلوم (موسيقي)
والتر بلوم (بالألمانية: Walter Blume)‏ هو موسيقي ألماني، ولد في 1850، وتوفي في 1950.